# 外村史郎
外村 史郎（そとむら しろう、1890年6月12日 - 1951年1月22日）は、日本のロシア文学者。本名・馬場哲哉。

## 経歴
1890年、福島県生まれ。早稲田大学でロシア文学を学び、はじめ本名でロシア文学の翻訳を発表するが、のち「外村史郎」の名で社会主義文学や芸術理論などを翻訳し、日本に紹介した。母校である早稲田大学、東京外国語学校講師、外務省嘱託をへて、1941年に満州に渡った。
敗戦後、シベリアに抑留され、そのまま客死した。

## 家族・親族
- 息子：ロシア文学者・江川卓。

## 共編著
- 『現代ロシヤ文学 現代哲学全集 第21巻』建設社 1937
- 『ロシア語辞典』第一出版社 1946

### 翻訳
- アレクセイ・レーミゾフ『十字架の姉妹』馬場哲哉訳 新潮社(現代露西亜文芸叢書)　1924
- アルツィバーシェフ『作者の感想』馬場哲哉訳 人文会(泰西随筆選集 第1)　1924
- ザイツエフ『遠い国』馬場哲哉訳 春陽堂 1925
- アルツイバーシェフ『永遠の幻影』馬場哲哉訳 人文会出版部 1925
- 『愛の書簡 トルストイ遺稿』ソフイヤ夫人編　馬場哲哉訳 人文会出版部 1926
- ツルゲニエフ『貴族の家  文芸に現れたる泰西の代表的女性 1』馬場哲哉訳 世界文献刊行会(世界婦人文献)1926
- プレハーノフ『わが批判者の批判』叢文閣 1927
- 『露國共産黨の文藝政策』蔵原惟人共訳 南宋書院 1927
- ルナチヤールスキイ『芸術の社会的基礎』マルクス主義芸術理論叢書 叢文閣 1928
- ブハーリン『ベーム・バウエルクの主観的価値論』スターリン・ブハーリン著作集 第4巻 スターリン・ブハーリン著作集刊行会 1928
- プレハーノフ『藝術論』叢文閣 マルクス主義藝術理論叢書 1928
- ポクローフスキイ『ロシヤ社会史』第1,2  叢文閣 1929
- 『ゴーリキイ全集 第17巻 私の大学・回想』蔵原惟人共訳 改造社 1930
- プレハーノフ『文学論』マルクス主義芸術理論叢書 叢文閣 1930
- フリーチエ『欧洲文学発達史』鉄塔書院(マルクス主義芸術史叢書)1930
- ルナチャルスキー『マルクス主義芸術理論』叢文閣 1931
- マーツア『理論芸術学概論』鉄塔書院 1931
- 『ゴーリキイ全集 第18巻 隠遁者 他八篇』改造社 1931
- シヨーロホフ『静かなるドン』全3巻  鉄塔書院(ソヴエート作家叢書) 1931
- キルポーチン、ルナチヤルスキー、ゴーリキイ、ファヂェーエフ、キルシヨン、ラーヂン、ワシリコフスキー、グロンスキー『社会主義的レアリズムの問題 ソヴエート同盟に於ける創作方法の再討議』文化集團社 1933
- 『文学は如何なる道に進むべきか ソヴエート作家大会に於ける報告及討論』田村三造共訳 橘書店 1934
- マルクス、エンゲルス『芸術論』改造社 1935
- フアヂエーエフ『ウデゲ族の最後の者』杉三郎共訳 現代ソヴェト文学全集 第4巻 三笠書房 1935
- 『貧しき人々 ドストイエフスキイ全集 第1巻』三笠書房 1935
- ローゼンタール『生活及び文学に於ける「典型的諸性格」』文化集団社(文芸科学講座)1935
- マクシム・ゴーリキイ『回想』改造文庫 1936
- 『ゴーリキー全集 第5巻 民族詩・随筆・日記・書簡・伝記』（平井肇共訳）改造社 1937